# Diecezja Muyinga
Diecezja Muyinga – diecezja rzymskokatolicka w Burundi. Powstała w 1968.

## Biskupi diecezjalni
- Bp Joachim Ntahondereye (od 2002)
- Bp Jean-Berchmans Nterere (1994–2001)
- Bp Roger Mpungu (1980–1994)
- Bp Nestor Bihonda (1968–1977)